# Walimka
Walimka (Walimianka) – potok górski w Sudetach Środkowych, w Górach Sowich, w woj. dolnośląskim.

## Opis
Górski potok o długości 10,8 km, prawy dopływ Bystrzycy należący do dorzecza Odry i zlewiska Morza Bałtyckiego.
Źródło potoku położone na wysokości 730 m n.p.m. w górnej części miejscowości Rzeczka pod Przełęczą Sokolą w zachodnio-północnej części Gór Sowich. Potok w górnym biegu płynie przez łąki wśród luźno rozrzuconych zabudowań Rzeczki, szeroką malowniczą doliną oddzielającą masyw Wielkiej Sowy od Masywu Włodarza, wzdłuż drogi lokalnej Nowa Ruda – Walim a od Walimia.  Dalej potok płynie przez cały Walim i Sędzimierz wzdłuż drogi wojewódzkiej nr 383 w kierunku ujścia do Bystrzycy w Jugowicach. Poniżej centrum Walimia dolina zwęża się, a jej zbocza są w większości zalesione W korycie potoku występują małe progi skalne. Dolina Walimki należy do ładniejszych zakątków Gór Sowich. Zasadniczy kierunek biegu Walimki jest północno-zachodni. Jest to potok górski zbierający wody południowo-zachodnich zboczy Gór Sowich północno-wschodnich zboczy Działu Jawornickiego. Potok w większości swojego biegu jest uregulowany o wartkim prądzie wody.

## Miejscowości
Miejscowości przez które przepływa:
- Rzeczka
- Walim
- Sędzimierz
- Jugowice

## Dopływy
- Srebrna Woda – prawy
- Sowi Spław – prawy
- kilka mniejszych bezimiennych potoczków.

Dopływ Srebrna Woda wypływająca na wysokości ok. 910–920 m n.p.m. z południowo-zachodniego zbocza Wielkiej Sowy czasami błędnie uważana jest za górny odcinek Walimki.